# 安州 (北魏)
安州，北魏时设置的州。
- 北魏皇始二年（397年）以后燕的河北地区置安州，治中山郡卢奴县（今河北省定州市）。下辖中山郡、常山郡、巨鹿郡、博陵郡、高阳郡、河间郡、赵郡。天兴三年（400年），改为定州。
- 皇兴二年（468年）再置安州，治所在广阳郡方城（今河北省隆化县伊逊河东岸）。[1]下辖密云郡、广阳郡、安乐郡。东魏元象年间寄治幽州北界，在今北京市密云区东北七十里。北周改名玄州。